# Heather O’Reilly
Heather Ann O’Reilly (* 2. Januar 1985 in New Brunswick, New Jersey) ist eine ehemalige US-amerikanische Fußballspielerin. Von 2002 bis 2016 war O’Reilly Stammspielerin der US-amerikanischen Nationalmannschaft.

## Leben und Karriere

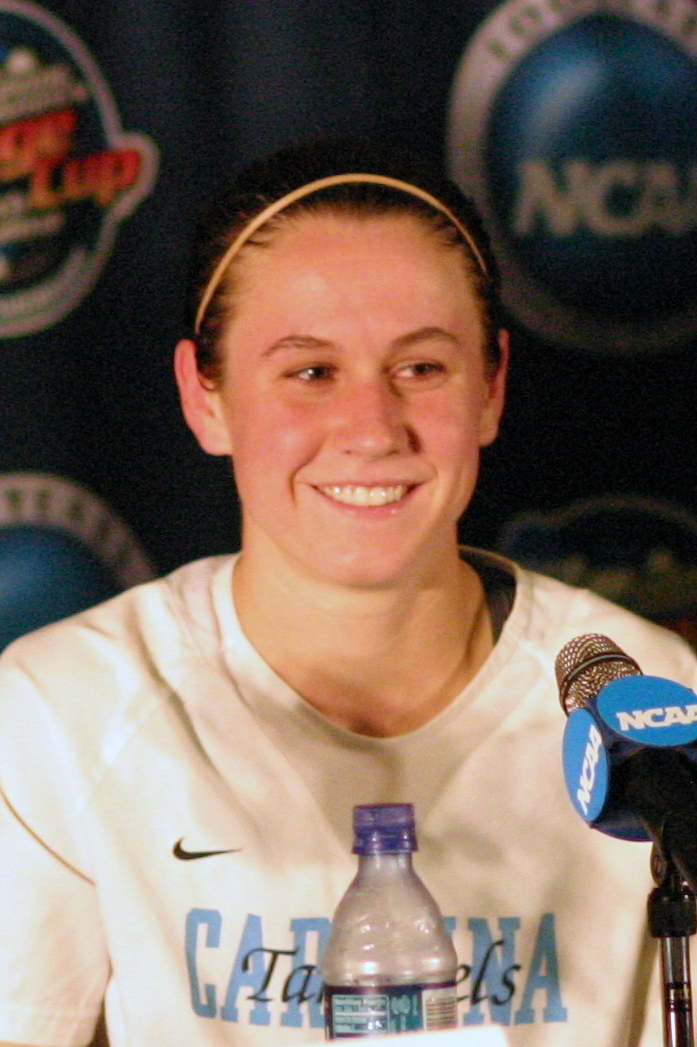
O’Reilly im Dress der Tar Heels (2006)

Während ihrer High-School-Zeit in East Brunswick spielte sie für ihr High-School-Team und erzielte dabei in vier Jahren 143 Tore. Nebenbei spielte sie auch in der High-School-Basketballmannschaft. Nach Einschreibung an der University of North Carolina spielte sie drei Jahre für die North Carolina Tar Heels women’s soccer und seit 2004 für die New Jersey Wildcats in der W-League, mit denen sie 2005 den Titel gewann.
2002 gehörte sie mit 17 Jahren zur siegreichen US-Mannschaft bei der U-19-Weltmeisterschaft, wobei sie die Vorarbeit zum Golden Goal im Finale durch Lindsey Tarpley leistete. 2005 gewann sie mit der U-21 den Nordic Cup.
Ihr erstes von bisher 173 A-Länderspielen machte sie am 1. März 2002 beim 1:1 gegen Schweden beim Algarve-Cup. Das erste Länderspieltor war das 2:0 am 6. Oktober 2006 beim 4:0-Sieg gegen Italien. Beim 5:0-Sieg gegen Irland am 14. Juni 2003 erlitt sie einen Wadenbeinbruch, als sie in der 2. Spielminute das 1:0 erzielte und mit der irischen Torhüterin zusammenprallte. Aufgrund dieser Verletzung konnte sie nicht an der WM 2003 in den USA teilnehmen. 2004 gehörte sie zum Kader für die Olympischen Spiele und im Halbfinale gegen Deutschland gelang ihr mit dem 2:1 eines der wichtigsten Tore der US-Geschichte. Im mit 2:1 n. V. gewonnenen Finale gegen Brasilien wurde sie zu Beginn der Verlängerung eingewechselt.
2005 gehörte sie zum siegreichen US-Team beim Algarve-Cup, wobei sie in einem Spiel erstmals seit ihrem Wadenbeinbruch wieder in der Startaufstellung stand. Im Finale gegen Deutschland wurde sie dagegen erst in der 83. Minute eingewechselt. Beim Algarve-Cup 2006 spielte sie beim 5:0 gegen Dänemark erstmals über 90 Minuten, das Finale wurde aber im Elfmeterschießen gegen Deutschland verloren.
Das Jahr 2007 begann für sie mit dem erneuten Gewinn des Algarve-Cups. Bei der WM 2007 kam sie in allen sechs Spielen zum Einsatz, wobei sie im ersten Spiel den Treffer zum 2:2-Endstand gegen Nordkorea und im abschließenden Spiel um Platz drei das vierte Tor zum 4:1-Sieg gegen Norwegen erzielte.
2008 erzielte sie zehn Tore und leistete zudem bei zehn Toren die Vorarbeit, was vor ihr erst fünf Spielerinnen geschafft hatten. Zunächst konnte sie den Gewinn des Algarve-Cups wiederholen und dabei zwei Tore erzielen. Bei den siegreich abgeschlossenen Olympischen Spielen in Peking erzielte sie im Spiel gegen Neuseeland das schnellste Tor der Olympischen Spiele, als sie 40 Sekunden nach Anpfiff zum 1:0 traf.

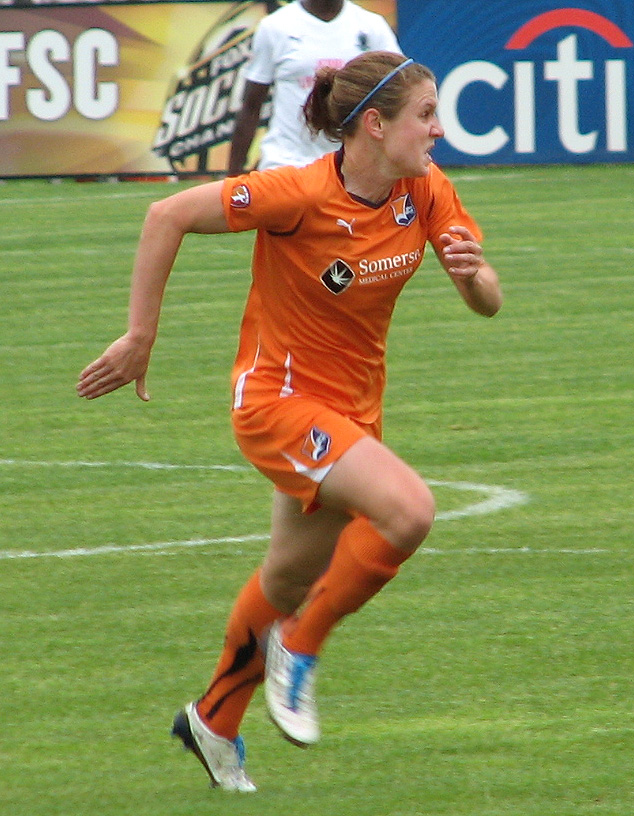
O’Reilly in einem Spiel des Sky Blue FC (2010)

2009 gewann sie mit Sky Blue FC die erstmals ausgespielte Saison der Women’s Professional Soccer.
2010 stellte sie Carla Overbecks US-Rekord von 62 Spielen in Folge ein. Im Finale des Algarve Cups leistete sie beim 3:2-Sieg gegen Deutschland die Vorarbeit zum 1:0 durch Abby Wambach. Beim CONCACAF Women’s Gold Cup 2010, wo die US-Mannschaft überraschend nur Dritter wurde und die direkte Qualifikation für die WM 2011 verpasste, kam sie in allen fünf Spielen zum Einsatz, ebenso bei den dadurch notwendigen Playoff-Spielen gegen Italien.
2011 gewann sie zum fünften Mal den Algarve-Cup, wobei ihr im 3:2-gewonnenen Finale das Tor zum 2:2-Ausgleich gegen Island gelang. Sie gehört zum Kader der USA für die Weltmeisterschaft 2011 in Deutschland. Im zweiten WM-Spiel schoss sie beim 3:0-Sieg gegen Kolumbien in der 12. Minute das 1:0. Das Tor wurde in die Auswahl für das "Tor des Turniers" aufgenommen. Im letzten Spiel gegen Schweden kam sie nicht zum Einsatz, nach der Niederlage des Teams gegen die Schwedinnen traf die USA im Viertelfinale auf Brasilien, das die USA nach einem 2:2 n.V mit 5:3 im Elfmeterschießen gewannen. Beim Elfmeterschießen kam sie nicht mehr zum Einsatz, da sie in der 108. Minute ausgewechselt worden war. Auch beim 3:1-Sieg im Halbfinale gegen Frankreich und im Finale gegen Japan stand sie in der Startelf. Ihre auffälligste Szene hatte sie in der 66. Minute, als sie eine Flanke auf Abby Wambach schlug, deren Kopfball die japanische Torhüterin aber über die Latte lenken konnte. Beim mit 1:3 verlorenen Elfmeterschießen kam sie nicht zum Einsatz.
Am 17. September 2011 machte sie als 48. Spielerin ihr 150. Länderspiel.
O’Reilly stand im Kader für das olympische Fußballturnier in London und wurde in vier von sechs Spielen eingesetzt. Im Finale gegen Japan am 9. August 2012 kam sie nicht zum Einsatz und gewann damit ohne Finaleinsatz die dritte Goldmedaille.
Am 8. März 2013 wurde sie in der zweiten Halbzeit des Spiels gegen China beim Algarve-Cup 2013 eingewechselt. Sie war damit die einzige US-Spielerin in diesem Spiel mit mehr als 100 Länderspielen, während 5 Spielerinnen mit 100 oder mehr Länderspielen nicht eingesetzt wurden.
Von 2013 bis 2014 spielte sie in der neugegründeten National Women’s Soccer League, der höchsten amerikanischen Profiliga im Frauenfußball, für die Boston Breakers.
Am 12. März 2014 machte sie im Rahmen des Algarve-Cups ihr 200. Länderspiel, als sie im Spiel um Platz 7 gegen Nordkorea zur zweiten Halbzeit eingewechselt wurde und erzielte in der 88. Minute ihr 40. Länderspieltor.
Sie wurde auch für den US-Kader der WM-2015 berufen. Sie kam aber nur zu einem Einsatz, als sie im Viertelfinale gegen China in der Schlussphase eingewechselt wurde. Durch den Sieg ihrer Mannschaft im Finale gegen Japan wurde sie erstmals Weltmeisterin.
Für das Qualifikationsturnier für die Olympischen Sommerspiele 2016 wurde sie nicht berücksichtigt. Für den folgenden SheBelieves Cup 2016 wurde sie dann wieder berücksichtigt, kam aber nicht zum Einsatz. Für das olympische Fußballturnier, bei dem die USA erstmals im Viertelfinale ausschieden, wurde sie nicht nominiert. Am 1. September 2016 gab sie das Ende ihrer internationalen Karriere nach dem Spiel am 15. September gegen Thailand bekannt. Bei diesem Spiel war sie noch einmal Kapitänin und erzielte ein Tor.

## Privates
Im Herbst 2011 heiratete sie Dave Werry, den sie an der UNC kennengelernt hatte.

## Erfolge
- Weltmeisterin bei der Fußball-Weltmeisterschaft der Frauen 2015
- U-19-Weltmeisterin 2002
- W-League-Siegerin 2005
- Olympiasiegerin 2004, 2008, 2012
- Vizeweltmeisterin 2011
- WM-Dritte 2007
- Algarve-Cup-Siegerin 2005, 2007, 2008, 2010, 2011, 2013, 2015
- Women’s-Professional-Soccer-Siegerin 2009
- NWSL-Siegerin 2015 (mit FC Kansas City), 2018 und 2019 (mit North Carolina Courage)
- Siegerin des SheBelieves Cup 2016 (ohne Einsatz)
- WSL Cup Siegerin 2017/18 (mit Arsenal)
- Siegerin des Women's International Champions Cup 2018 (mit North Carolina Courage)

## Auszeichnungen
- "U.S. Soccer’s Young Female Athlete of the Year" 2004